# Nádasberend
Nádasberend (románul Berindu) falu Romániában, Kolozs megyében.
A falutól északkeletre bronzkori kerámiákat tártak fel. Első említése 1372-ből maradt fenn. Ortodox fatemploma 1752-ben épült. 1850-ben 539 lakosából 529 román volt.